# Wapen van Colima
Het wapen van Colima toont een schild gekroond door een ridderhelm en geplaatst tussen flora en fauna die typisch voor Colima zijn.
In het midden van het schild staat een oud hiëroglief uit de indianentijd. De betekenis en herkomst ervan is onduidelijk. Volgens sommigen verwijzen de arm en de hand naar de herkomst van de naam 'Colima' uit het Nahuatl, dat 'plaats die in handen van de voorouders (of grootouders) is' zou betekenen. Anderen stellen dat de naam 'in de bocht van de rivier' betekent en dat het hiëroglief die betekenis symboliseert.
Aan beide zijden van het schild worden een panter en een slang afgebeeld. Onder het schild staan een palmboom en een vulkaan, met daaronder het motto van Colima.
Het wapen staat centraal in de niet-officiële vlag van Colima.